# Atelier de raisonnement logique
 (mai 2012).
Si vous disposez d'ouvrages ou d'articles de référence ou si vous connaissez des sites web de qualité traitant du thème abordé ici, merci de compléter l'article en donnant les références utiles à sa vérifiabilité et en les liant à la section « Notes et références ».
Un atelier de raisonnement logique (ARL) est une méthode de remédiation cognitive à destination d'un public d'apprenants adultes.
Son objectif est de réentraîner l'actualisation d'opérations logiques transversales favorisant l'acquisition de savoirs dans un cadre de formation classique.

## Historique
Les ARL ont pour point de départ les travaux de B. Schwartz, P. Higelé et A. Shirks qui cherchaient à mettre au point une méthode aidant les adultes en difficultés d'apprentissage lors de cours du soir. La remédiation était centrée sur les opérations intellectuelles. Expérimentées sur d'autres publics les ARL apparaissent dans leur forme définitive dans le cadre des Actions Jeunes l'équipe comprenant alors P. Higelé, G. Hommage, E. Perry, P. Tabary.

## Bases théoriques
Les ARL s'appuient sur la théorie piagétienne du développement de l'intelligence, ainsi que sur sa méthode clinique. Le modèle opératoire est appliqué au fonctionnement cognitif de l'adulte, tout en récusant le concept de stade valable seulement chez l'enfant. 
Ils  ne visent pas la correction d'une déficience structurale mais fonctionnelle, puisque les apprenants auxquels ils s'adressent sont supposés posséder tous les registres logiques (contrairement à l'enfant). En revanche le public cible des ARL est censé mobiliser un fonctionnement la plupart du temps figural ou pré-opératoire inadéquat puisque l'acquisition de connaissances en formation suppose généralement la mise en œuvre d'opérations logiques d'un niveau plus élevé d'abstraction. C'est en ce sens qu'« ils sont une situation de remédiation cognitive, c'est-à-dire visant une réhabilitation des fonctions cognitives déficientes » . Le conflit socio-cognitif (concept développé par Piaget) y tient une place importante.
« Les travaux réalisés dans le cadre de ce thème constituent un apport majeur aux méthodes de remédiation cognitive d'inspiration piagétienne. Il y a une filiation directe entre les travaux  de Shirks et Laroche et la réalisation des Ateliers de Raisonnement Logique (A.R.L) par Higelé » .